# Капел-Графенхаузен
Капел-Графенхаузен (њем. Kappel-Grafenhausen) општина је у њемачкој савезној држави Баден-Виртемберг. Једно је од 51 општинског средишта округа Ортенау. Према процјени из 2010. у општини је живјело 4.887 становника. Посједује регионалну шифру (AGS) 8317152.

## Географски и демографски подаци
Капел-Графенхаузен се налази у савезној држави Баден-Виртемберг у округу Ортенау. Општина се налази на надморској висини од 163 метра. Површина општине износи 25,7 km². У самом мјесту је, према процјени из 2010. године, живјело 4.887 становника. Просјечна густина становништва износи 190 становника/km².